# Podział administracyjny Wallis i Futuny

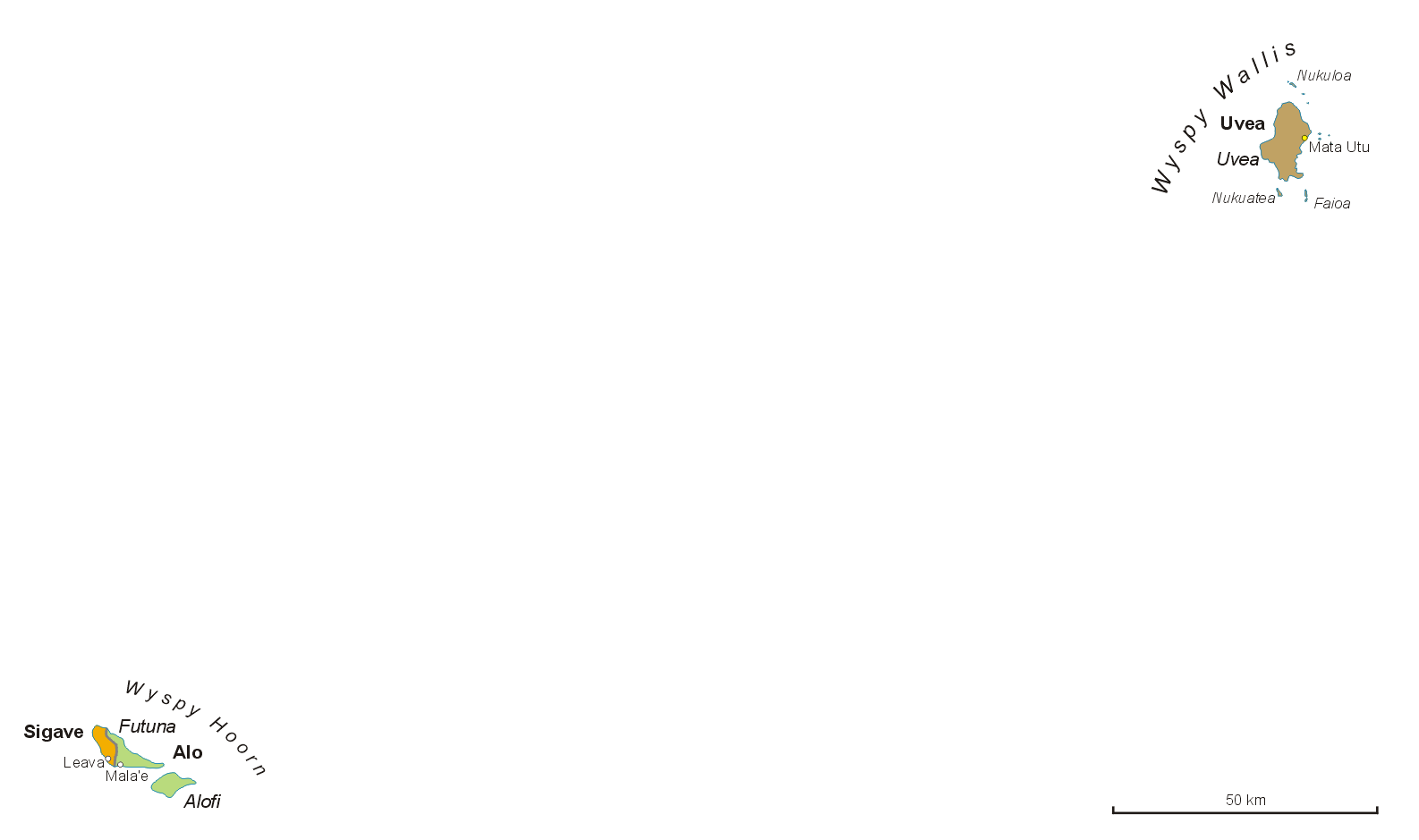
Mapa administracyjna Wallis i Futuny

Wallis i Futuna składająca się z dwóch zbiorowości wysp (Wallis oraz Hoorn) podzielona jest na 3 okręgi (fr.: circonscription) nazywane również królestwami (fr.: royaume). Dwa z nich znajdują się na Wyspach Hoorn, a jeden na wyspach Wallis. Okręg położony na Wallis podzielony jest na 3 dystrykty.
- Wyspy Wallis:
  - Okręg Uvea:
    - Dystrykt Hahake
    - Dystrykt Hihifo
    - Dystrykt Mua
- Wyspy Hoorn:
  - Okręg Sigave (na wyspie Futuna)
  - Okręg Alo (część Futuny oraz wyspa Alofi)